# Massularia acuminata
Massularia acuminata är en måreväxtart som först beskrevs av George Don jr, och fick sitt nu gällande namn av Arthur Allman Bullock och Hoyle. Massularia acuminata ingår i släktet Massularia och familjen måreväxter. Inga underarter finns listade i Catalogue of Life.